# Países Bajos en la Copa Mundial de Fútbol de 2022
La selección de Países Bajos fue uno de los treinta y dos equipos participantes en la Copa Mundial de Fútbol de 2022, torneo que se llevó a cabo del 20 de noviembre al 18 de diciembre en Catar.
Fue la decimoprimera participación de Países Bajos, formó parte del Grupo A, junto a Catar, Senegal y Ecuador. En los octavos de final derrotó a Estados Unidos, cayó eliminado por Argentina en la ronda de cuartos de final, tras ser derrotado en los tiros desde el punto penal.

## Clasificación
La selección de Países Bajos inició su camino al mundial desde la primera ronda de la clasificación europea. Debido a la pandemia de covid-19 en 2020 no se disputó ningún partido, comenzó en marzo de 2021 con los encuentros correspondientes a la fase de grupos. Al terminar en el primer lugar del Grupo G clasificó de manera directa a la Copa Mundial.

### Tabla de posiciones
| Selección    | Pts. | PJ | PG | PE | PP | GF | GC | Dif |
| ------------ | ---- | -- | -- | -- | -- | -- | -- | --- |
| Países Bajos | 23   | 10 | 7  | 2  | 1  | 33 | 8  | 25  |
| Turquía      | 21   | 10 | 6  | 3  | 1  | 27 | 16 | 11  |
| Noruega      | 18   | 10 | 5  | 3  | 2  | 15 | 8  | 7   |
| Montenegro   | 12   | 10 | 3  | 3  | 4  | 14 | 15 | –1  |
| Letonia      | 9    | 10 | 2  | 3  | 5  | 11 | 14 | –3  |
| Gibraltar    | 0    | 10 | 0  | 0  | 10 | 4  | 43 | –39 |

|  | Clasificado a la Copa Mundial. |
|  | Clasificado a los play-offs.   |

### Partidos
| Fecha                   | Lugar     | Jornada                  | Local        | Resultado | Visitante    |
| ----------------------- | --------- | ------------------------ | ------------ | --------- | ------------ |
| 24 de marzo de 2021     | Estambul  | Primera ronda - Fecha 1  | Turquía      | 4:2 (2:0) | Países Bajos |
| 27 de marzo de 2021     | Ámsterdam | Primera ronda - Fecha 2  | Países Bajos | 2:0 (1:0) | Letonia      |
| 30 de marzo de 2021     | Gibraltar | Primera ronda - Fecha 3  | Gibraltar    | 0:7 (0:1) | Países Bajos |
| 1 de septiembre de 2021 | Oslo      | Primera ronda - Fecha 4  | Noruega      | 1:1 (1:1) | Países Bajos |
| 4 de septiembre de 2021 | Eindhoven | Primera ronda - Fecha 5  | Países Bajos | 4:0 (1:0) | Montenegro   |
| 7 de septiembre de 2021 | Ámsterdam | Primera ronda - Fecha 6  | Países Bajos | 6:1 (3:0) | Turquía      |
| 8 de octubre de 2021    | Riga      | Primera ronda - Fecha 7  | Letonia      | 0:1 (0:1) | Países Bajos |
| 11 de octubre de 2021   | Róterdam  | Primera ronda - Fecha 8  | Países Bajos | 6:0 (2:0) | Gibraltar    |
| 13 de noviembre de 2021 | Podgorica | Primera ronda - Fecha 9  | Montenegro   | 2:2 (0:1) | Países Bajos |
| 16 de noviembre de 2021 | Róterdam  | Primera ronda - Fecha 10 | Países Bajos | 2:0 (0:0) | Noruega      |

## Preparación

### Amistosos previos
| 26 de marzo de 2022 | Países Bajos                                   | 4:2 (3:1) | Dinamarca                       | Johan Cruyff Arena, Ámsterdam |                             |
| 20:45 (UTC+1)       | - Bergwijn 16' 71' - Aké 29' - Depay 37' (pen) | Reporte   | - Vestergaard 20' - Eriksen 47' | Árbitro(s): Lawrence Visser   | Árbitro(s): Lawrence Visser |

| 29 de marzo de 2022 | Países Bajos   | 1:1 (0:1) | Alemania       | Johan Cruyff Arena, Ámsterdam                            |                                                          |
| 20:45 (UTC+2)       | - Bergwijn 68' | Reporte   | - Müller 45+1' | Asistencia: 50 387 espectadores Árbitro(s): Craig Pawson | Asistencia: 50 387 espectadores Árbitro(s): Craig Pawson |

### Partidos oficiales
| 3 de junio de 2022 | Bélgica           | 1:4 (0:1) | Países Bajos                                   | Estadio Rey Balduino, Bruselas                                                        |                                                                                       |
| 20:45 (UTC+2)      | - Batshuayi 90+3' | Reporte   | - Bergwijn 40' - Depay 51', 65' - Dumfries 61' | Asistencia: 38 327 espectadores Árbitro(s): Sánchez Martínez VAR: Hernández Hernández | Asistencia: 38 327 espectadores Árbitro(s): Sánchez Martínez VAR: Hernández Hernández |

| 8 de junio de 2022 | Gales                     | 1:2 (0:0) | Países Bajos                       | Cardiff City Stadium, Cardiff                                                  |                                                                                |
| 20:45 (UTC+2)      | - Norrington-Davies 90+2' | Reporte   | - Koopmeiners 50' - Weghorst 90+4' | Asistencia: 23 395 espectadores Árbitro(s): Glenn Nyberg VAR: Paweł Raczkowski | Asistencia: 23 395 espectadores Árbitro(s): Glenn Nyberg VAR: Paweł Raczkowski |

| 11 de junio de 2022 | Países Bajos                  | 2:2 (0:1) | Polonia                    | Stadion Feijenoord, Róterdam                                                    |                                                                                 |
| 20:45 (UTC+2)       | - Klaassen 51' - Dumfries 54' | Reporte   | - Cash 18' - Zieliński 49' | Asistencia: 39 382 espectadores Árbitro(s): Halil Umut Meler VAR: Mete Kalkavan | Asistencia: 39 382 espectadores Árbitro(s): Halil Umut Meler VAR: Mete Kalkavan |

| 14 de junio de 2022 | Países Bajos                         | 3:2 (2:1) | Gales                             | Stadion Feijenoord, Róterdam                                                     |                                                                                  |
| 20:45 (UTC+2)       | - Lang 17' - Gakpo 23' - Depay 90+4' | Reporte   | - Johnson 26' - Bale 90+2' (pen.) | Asistencia: 37 247 espectadores Árbitro(s): Horatiu Fesnic VAR: Maurizio Mariani | Asistencia: 37 247 espectadores Árbitro(s): Horatiu Fesnic VAR: Maurizio Mariani |

| 22 de septiembre de 2022 | Polonia | 0:2 (0:1) | Países Bajos               | Estadio Nacional, Varsovia                                                                |                                                                                           |
| 20:45 (UTC+2)            |         | Reporte   | - Gakpo 13' - Bergwijn 60' | Asistencia: 56 673 espectadores Árbitro(s): Hernández Hernández VAR: De Burgos Bengoetxea | Asistencia: 56 673 espectadores Árbitro(s): Hernández Hernández VAR: De Burgos Bengoetxea |

| 25 de septiembre de 2022 | Países Bajos | 1:0 (0:0) | Bélgica | Johan Cruyff Arena, Ámsterdam                                                  |                                                                                |
| 20:45 (UTC+2)            | Van Dijk 73' | Reporte   |         | Asistencia: 52 314 espectadores Árbitro(s): Anthony Taylor VAR: Stuart Attwell | Asistencia: 52 314 espectadores Árbitro(s): Anthony Taylor VAR: Stuart Attwell |

## Plantel

### Lista de convocados
Entrenador:  Louis van Gaal
La lista final fue anunciada el 11 de noviembre de 2022.
| No. | Pos. | Jugador          | Fecha de nacimiento (edad)        | Apa. | Goles | Club                    |
| --- | ---- | ---------------- | --------------------------------- | ---- | ----- | ----------------------- |
| 1   | POR  | Remko Pasveer    | 8 de noviembre de 1983 (39 años)  | 2    | 0     | A. F. C. Ajax           |
| 2   | DEF  | Jurriën Timber   | 17 de junio de 2001 (21 años)     | 10   | 0     | A. F. C. Ajax           |
| 3   | DEF  | Matthijs de Ligt | 12 de agosto de 1999 (23 años)    | 38   | 2     | F. C. Bayern Múnich     |
| 4   | DEF  | Virgil van Dijk  | 8 de julio de 1991 (31 años)      | 49   | 6     | Liverpool F. C.         |
| 5   | DEF  | Nathan Aké       | 18 de febrero de 1995 (27 años)   | 29   | 3     | Manchester City F. C.   |
| 6   | DEF  | Stefan de Vrij   | 5 de febrero de 1992 (30 años)    | 59   | 3     | Inter de Milán          |
| 7   | DEL  | Steven Bergwijn  | 8 de octubre de 1997 (25 años)    | 24   | 7     | A. F. C. Ajax           |
| 8   | DEL  | Cody Gakpo       | 7 de mayo de 1999 (23 años)       | 9    | 3     | P. S. V.                |
| 9   | DEL  | Luuk de Jong     | 27 de agosto de 1990 (32 años)    | 38   | 8     | P. S. V.                |
| 10  | DEL  | Memphis Depay    | 13 de febrero de 1994 (28 años)   | 81   | 42    | F. C. Barcelona         |
| 11  | MED  | Steven Berghuis  | 19 de diciembre de 1991 (30 años) | 39   | 2     | A. F. C. Ajax           |
| 12  | DEL  | Noa Lang         | 17 de junio de 1999 (23 años)     | 5    | 1     | C. Brujas               |
| 13  | POR  | Justin Bijlow    | 22 de enero de 1998 (24 años)     | 6    | 0     | Feyenoord de Róterdam   |
| 14  | MED  | Davy Klaassen    | 21 de febrero de 1993 (29 años)   | 35   | 9     | A. F. C. Ajax           |
| 15  | MED  | Marten de Roon   | 29 de marzo de 1991 (31 años)     | 30   | 0     | Atalanta B. C.          |
| 16  | DEF  | Tyrell Malacia   | 17 de agosto de 1999 (23 años)    | 6    | 0     | Manchester United F. C. |
| 17  | DEF  | Daley Blind      | 9 de marzo de 1990 (32 años)      | 94   | 2     | A. F. C. Ajax           |
| 18  | DEL  | Vincent Janssen  | 15 de junio de 1994 (28 años)     | 20   | 7     | Royal Antwerp F. C.     |
| 19  | DEL  | Wout Weghorst    | 7 de agosto de 1992 (30 años)     | 15   | 3     | Beşiktaş J. K.          |
| 20  | MED  | Teun Koopmeiners | 28 de febrero de 1998 (24 años)   | 10   | 1     | Atalanta B. C.          |
| 21  | MED  | Frenkie de Jong  | 12 de mayo de 1997 (25 años)      | 45   | 1     | F. C. Barcelona         |
| 22  | DEF  | Denzel Dumfries  | 18 de abril de 1996 (26 años)     | 37   | 5     | Inter de Milán          |
| 23  | POR  | Andries Noppert  | 7 de abril de 1994 (28 años)      | 0    | 0     | S. C. Heerenveen        |
| 24  | MED  | Kenneth Taylor   | 12 de mayo de 2002 (20 años)      | 2    | 0     | A. F. C. Ajax           |
| 25  | MED  | Xavi Simons      | 21 de abril de 2003 (19 años)     | 0    | 0     | P. S. V.                |
| 26  | DEF  | Jeremie Frimpong | 10 de diciembre de 2000 (21 años) | 0    | 0     | Bayer 04 Leverkusen     |

## Participación
- Los horarios son correspondientes a la hora local de Catar (UTC+3).

### Partidos
| Fecha           | Lugar  | Instancia        | Local        |                             | Resultado               |                             | Visitante      |
| --------------- | ------ | ---------------- | ------------ | --------------------------- | ----------------------- | --------------------------- | -------------- |
| 21 de noviembre | Doha   | Fase de grupos   | Senegal      | Bandera de Senegal          | 0:2 (0:0)               | Bandera de los Países Bajos | Países Bajos   |
| 25 de noviembre | Rayán  | Fase de grupos   | Países Bajos | Bandera de los Países Bajos | 1:1 (1:0)               | Bandera de Ecuador          | Ecuador        |
| 29 de noviembre | Jor    | Fase de grupos   | Países Bajos | Bandera de los Países Bajos | 2:0 (1:0)               | Bandera de Catar            | Catar          |
| 3 de diciembre  | Rayán  | Octavos de final | Países Bajos | Bandera de los Países Bajos | 3:1 (2:0)               | Bandera de Estados Unidos   | Estados Unidos |
| 9 de diciembre  | Lusail | Cuartos de final | Países Bajos | Bandera de los Países Bajos | 2:2 (2:2, 0:1) (3:4 p.) | Bandera de Argentina        | Argentina      |

### Fase de grupos - Grupo A
| Selección    | Pts | PJ | PG | PE | PP | GF | GC | Dif |
| ------------ | --- | -- | -- | -- | -- | -- | -- | --- |
| Países Bajos | 7   | 3  | 2  | 1  | 0  | 5  | 1  | +4  |
| Senegal      | 6   | 3  | 2  | 0  | 1  | 5  | 4  | +1  |
| Ecuador      | 4   | 3  | 1  | 1  | 1  | 4  | 3  | +1  |
| Catar        | 0   | 3  | 0  | 0  | 3  | 1  | 7  | –6  |

|  | Clasificados a los octavos de final. |

#### Senegal vs. Países Bajos
| 21 de noviembre | Senegal | 0:2 (0:0) | Países Bajos                 | Estadio Al Thumama, Doha                                                  |                                                                           |
| 19:00           |         | Reporte   | - Gakpo 84' - Klaassen 90+9' | Asistencia: 41 721 espectadores Árbitro(s): Wilton Sampaio VAR: Juan Soto | Asistencia: 41 721 espectadores Árbitro(s): Wilton Sampaio VAR: Juan Soto |

| 16         | Guardameta     | Édouard Mendy      |     |
| 21         | Defensa        | Youssouf Sabaly    |     |
| 3          | Defensa        | Kalidou Koulibaly  |     |
| 4          | Defensa        | Pape Abou Cissé    |     |
| 22         | Defensa        | Abdou Diallo       | 62' |
| 6          | Centrocampista | Nampalys Mendy     |     |
| 5          | Centrocampista | Idrissa Gana Gueye |     |
| 8          | Centrocampista | Cheikhou Kouyaté   | 73' |
| 15         | Delantero      | Krépin Diatta      | 74' |
| 9          | Delantero      | Boulaye Dia        | 69' |
| 18         | Delantero      | Ismaïla Sarr       |     |
| Entrenador | Entrenador     | Aliou Cissé        |     |

| 23         | Guardameta     | Andries Noppert  |       |
| 22         | Defensa        | Denzel Dumfries  |       |
| 3          | Defensa        | Matthijs de Ligt |       |
| 4          | Defensa        | Virgil van Dijk  |       |
| 5          | Defensa        | Nathan Aké       |       |
| 17         | Defensa        | Daley Blind      |       |
| 11         | Centrocampista | Steven Berghuis  | 79'   |
| 21         | Centrocampista | Frenkie de Jong  |       |
| 8          | Centrocampista | Cody Gakpo       | 90+4' |
| 18         | Delantero      | Vincent Janssen  | 62'   |
| 7          | Delantero      | Steven Bergwijn  | 79'   |
| Entrenador | Entrenador     | Louis van Gaal   |       |

| 14 | Defensa        | Ismail Jakobs   | 62' |
| 20 | Delantero      | Bamba Dieng     | 69' |
| 26 | Centrocampista | Pape Gueye      | 73' |
| 7  | Delantero      | Nicolas Jackson | 74' |

| 10 | Delantero      | Memphis Depay    | 62'   |
| 14 | Centrocampista | Davy Klaassen    | 79'   |
| 20 | Centrocampista | Teun Koopmeiners | 79'   |
| 15 | Centrocampista | Marten de Roon   | 90+4' |

| Anotado | 84'   | Cody Gakpo    | 0–1 |
| Anotado | 90+9' | Davy Klaassen | 0–2 |

| Amonestado | 90+4' | Nampalys Mendy     |
| Amonestado | 90+6' | Idrissa Gana Gueye |

| Amonestado | 56' | Matthijs de Ligt |

| Árbitro             | Wilton Sampaio      |
| Árbitros asistentes | Bruno Boschilia     |
| Árbitros asistentes | Bruno Pires         |
| Cuarto árbitro      | Andrés Matonte      |
| Quinto árbitro      | Nicolás Tarán       |
| VAR                 | Juan Soto           |
| Adicionales VAR     | Nicolás Gallo       |
| Adicionales VAR     | Diego Bonfá         |
| Adicionales VAR     | Mauro Vigliano      |
| Adicionales VAR     | Ezequiel Brailovsky |

| 16         | Guardameta     | Édouard Mendy      |     |
| 21         | Defensa        | Youssouf Sabaly    |     |
| 3          | Defensa        | Kalidou Koulibaly  |     |
| 4          | Defensa        | Pape Abou Cissé    |     |
| 22         | Defensa        | Abdou Diallo       | 62' |
| 6          | Centrocampista | Nampalys Mendy     |     |
| 5          | Centrocampista | Idrissa Gana Gueye |     |
| 8          | Centrocampista | Cheikhou Kouyaté   | 73' |
| 15         | Delantero      | Krépin Diatta      | 74' |
| 9          | Delantero      | Boulaye Dia        | 69' |
| 18         | Delantero      | Ismaïla Sarr       |     |
| Entrenador | Entrenador     | Aliou Cissé        |     |

| 23         | Guardameta     | Andries Noppert  |       |
| 22         | Defensa        | Denzel Dumfries  |       |
| 3          | Defensa        | Matthijs de Ligt |       |
| 4          | Defensa        | Virgil van Dijk  |       |
| 5          | Defensa        | Nathan Aké       |       |
| 17         | Defensa        | Daley Blind      |       |
| 11         | Centrocampista | Steven Berghuis  | 79'   |
| 21         | Centrocampista | Frenkie de Jong  |       |
| 8          | Centrocampista | Cody Gakpo       | 90+4' |
| 18         | Delantero      | Vincent Janssen  | 62'   |
| 7          | Delantero      | Steven Bergwijn  | 79'   |
| Entrenador | Entrenador     | Louis van Gaal   |       |

| 14 | Defensa        | Ismail Jakobs   | 62' |
| 20 | Delantero      | Bamba Dieng     | 69' |
| 26 | Centrocampista | Pape Gueye      | 73' |
| 7  | Delantero      | Nicolas Jackson | 74' |

| 10 | Delantero      | Memphis Depay    | 62'   |
| 14 | Centrocampista | Davy Klaassen    | 79'   |
| 20 | Centrocampista | Teun Koopmeiners | 79'   |
| 15 | Centrocampista | Marten de Roon   | 90+4' |

| Anotado | 84'   | Cody Gakpo    | 0–1 |
| Anotado | 90+9' | Davy Klaassen | 0–2 |

| Amonestado | 90+4' | Nampalys Mendy     |
| Amonestado | 90+6' | Idrissa Gana Gueye |

| Amonestado | 56' | Matthijs de Ligt |

| Árbitro             | Wilton Sampaio      |
| Árbitros asistentes | Bruno Boschilia     |
| Árbitros asistentes | Bruno Pires         |
| Cuarto árbitro      | Andrés Matonte      |
| Quinto árbitro      | Nicolás Tarán       |
| VAR                 | Juan Soto           |
| Adicionales VAR     | Nicolás Gallo       |
| Adicionales VAR     | Diego Bonfá         |
| Adicionales VAR     | Mauro Vigliano      |
| Adicionales VAR     | Ezequiel Brailovsky |

| \| Estadísticas \| \| \| \| Tiros \| 15 \| 10 \| \| Tiros a puerta \| 4 \| 3 \| \| Faltas \| 13 \| 13 \| \| Saques de esquina \| 6 \| 7 \| \| Penaltis \| 0 \| 0 \| \| Fueras de juego \| 2 \| 1 \| \| Posesión de balón \| 46% \| 54% \| | Alineación inicial |                             |
| Estadísticas | Bandera de Senegal | Bandera de los Países Bajos |
| Tiros | 15                 | 10                          |
| Tiros a puerta | 4                  | 3                           |
| Faltas | 13                 | 13                          |
| Saques de esquina | 6                  | 7                           |
| Penaltis | 0                  | 0                           |
| Fueras de juego | 2                  | 1                           |
| Posesión de balón | 46%                | 54%                         |

#### Países Bajos vs. Ecuador
| 25 de noviembre | Países Bajos | 1:1 (1:0) | Ecuador      | Estadio Internacional Khalifa, Rayán                                          |                                                                               |
| 19:00           | Gakpo 6'     | Reporte   | Valencia 49' | Asistencia: 44 833 espectadores Árbitro(s): Mustapha Ghorbal VAR: Shaun Evans | Asistencia: 44 833 espectadores Árbitro(s): Mustapha Ghorbal VAR: Shaun Evans |

| 23         | Guardameta     | Andries Noppert  |     |
| 2          | Defensa        | Jurriën Timber   |     |
| 4          | Defensa        | Virgil van Dijk  |     |
| 5          | Defensa        | Nathan Aké       |     |
| 22         | Centrocampista | Denzel Dumfries  |     |
| 20         | Centrocampista | Teun Koopmeiners | 79' |
| 21         | Centrocampista | Frenkie de Jong  |     |
| 17         | Centrocampista | Daley Blind      |     |
| 14         | Centrocampista | Davy Klaassen    | 69' |
| 8          | Delantero      | Cody Gakpo       | 79' |
| 7          | Delantero      | Steven Bergwijn  | 46' |
| Entrenador | Entrenador     | Louis van Gaal   |     |

| 1          | Guardameta     | Hernán Galíndez  |     |
| 17         | Defensa        | Angelo Preciado  |     |
| 25         | Defensa        | Jackson Porozo   |     |
| 2          | Defensa        | Félix Torres     |     |
| 3          | Defensa        | Piero Hincapié   |     |
| 7          | Defensa        | Pervis Estupiñán |     |
| 19         | Centrocampista | Gonzalo Plata    | 90' |
| 20         | Centrocampista | Jhegson Méndez   |     |
| 23         | Centrocampista | Moisés Caicedo   |     |
| 13         | Centrocampista | Enner Valencia   | 90' |
| 11         | Delantero      | Michael Estrada  | 74' |
| Entrenador | Entrenador     | Gustavo Alfaro   |     |

| 10 | Delantero      | Memphis Depay   | 46' |
| 11 | Centrocampista | Steven Berghuis | 69' |
| 15 | Centrocampista | Marten de Roon  | 79' |
| 19 | Delantero      | Wout Weghorst   | 79' |

| 16 | Centrocampista | Jeremy Sarmiento | 74' |
| 10 | Centrocampista | Romario Ibarra   | 90' |
| 26 | Delantero      | Kevin Rodríguez  | 90' |

| Anotado | 6' | Cody Gakpo | 1–0 |

| Anotado | 49' | Enner Valencia | 1–1 |

| Amonestado | 57' | Jhegson Méndez |

| Árbitro             | Mustapha Ghorbal      |
| Árbitros asistentes | Mokrane Gourari       |
| Árbitros asistentes | Abdelhak Etchiali     |
| Cuarto árbitro      | Said Martínez         |
| Quinto árbitro      | Helpys Raymundo Feliz |
| VAR                 | Shaun Evans           |
| Adicionales VAR     | Rédouane Jiyed        |
| Adicionales VAR     | Ashley Beecham        |
| Adicionales VAR     | Muhammad Bin Jahari   |
| Adicionales VAR     | Anton Shchetinin      |

| 23         | Guardameta     | Andries Noppert  |     |
| 2          | Defensa        | Jurriën Timber   |     |
| 4          | Defensa        | Virgil van Dijk  |     |
| 5          | Defensa        | Nathan Aké       |     |
| 22         | Centrocampista | Denzel Dumfries  |     |
| 20         | Centrocampista | Teun Koopmeiners | 79' |
| 21         | Centrocampista | Frenkie de Jong  |     |
| 17         | Centrocampista | Daley Blind      |     |
| 14         | Centrocampista | Davy Klaassen    | 69' |
| 8          | Delantero      | Cody Gakpo       | 79' |
| 7          | Delantero      | Steven Bergwijn  | 46' |
| Entrenador | Entrenador     | Louis van Gaal   |     |

| 1          | Guardameta     | Hernán Galíndez  |     |
| 17         | Defensa        | Angelo Preciado  |     |
| 25         | Defensa        | Jackson Porozo   |     |
| 2          | Defensa        | Félix Torres     |     |
| 3          | Defensa        | Piero Hincapié   |     |
| 7          | Defensa        | Pervis Estupiñán |     |
| 19         | Centrocampista | Gonzalo Plata    | 90' |
| 20         | Centrocampista | Jhegson Méndez   |     |
| 23         | Centrocampista | Moisés Caicedo   |     |
| 13         | Centrocampista | Enner Valencia   | 90' |
| 11         | Delantero      | Michael Estrada  | 74' |
| Entrenador | Entrenador     | Gustavo Alfaro   |     |

| 10 | Delantero      | Memphis Depay   | 46' |
| 11 | Centrocampista | Steven Berghuis | 69' |
| 15 | Centrocampista | Marten de Roon  | 79' |
| 19 | Delantero      | Wout Weghorst   | 79' |

| 16 | Centrocampista | Jeremy Sarmiento | 74' |
| 10 | Centrocampista | Romario Ibarra   | 90' |
| 26 | Delantero      | Kevin Rodríguez  | 90' |

| Anotado | 6' | Cody Gakpo | 1–0 |

| Anotado | 49' | Enner Valencia | 1–1 |

| Amonestado | 57' | Jhegson Méndez |

| Árbitro             | Mustapha Ghorbal      |
| Árbitros asistentes | Mokrane Gourari       |
| Árbitros asistentes | Abdelhak Etchiali     |
| Cuarto árbitro      | Said Martínez         |
| Quinto árbitro      | Helpys Raymundo Feliz |
| VAR                 | Shaun Evans           |
| Adicionales VAR     | Rédouane Jiyed        |
| Adicionales VAR     | Ashley Beecham        |
| Adicionales VAR     | Muhammad Bin Jahari   |
| Adicionales VAR     | Anton Shchetinin      |

| \| Estadísticas \| \| \| \| Tiros \| 2 \| 15 \| \| Tiros a puerta \| 1 \| 4 \| \| Faltas \| 15 \| 12 \| \| Saques de esquina \| 2 \| 5 \| \| Penaltis \| 0 \| 0 \| \| Fueras de juego \| 1 \| 4 \| \| Posesión de balón \| 55% \| 45% \| | Alineación inicial          |                    |
| Estadísticas | Bandera de los Países Bajos | Bandera de Ecuador |
| Tiros | 2                           | 15                 |
| Tiros a puerta | 1                           | 4                  |
| Faltas | 15                          | 12                 |
| Saques de esquina | 2                           | 5                  |
| Penaltis | 0                           | 0                  |
| Fueras de juego | 1                           | 4                  |
| Posesión de balón | 55%                         | 45%                |

#### Países Bajos vs. Catar
| 29 de noviembre | Países Bajos               | 2:0 (1:0) | Catar | Estadio Al Bayt, Jor                                                           |                                                                                |
| 18:00           | Gakpo 26' · F. de Jong 49' | Reporte   |       | Asistencia: 66 784 espectadores Árbitro(s): Bakary Gassama VAR: Rédouane Jiyed | Asistencia: 66 784 espectadores Árbitro(s): Bakary Gassama VAR: Rédouane Jiyed |

| 23         | Guardameta     | Andries Noppert |     |
| 2          | Defensa        | Jurriën Timber  |     |
| 4          | Defensa        | Virgil van Dijk |     |
| 5          | Defensa        | Nathan Aké      |     |
| 22         | Centrocampista | Denzel Dumfries |     |
| 15         | Centrocampista | Marten de Roon  | 83' |
| 21         | Centrocampista | Frenkie de Jong | 86' |
| 17         | Centrocampista | Daley Blind     |     |
| 14         | Centrocampista | Davy Klaassen   | 66' |
| 8          | Delantero      | Cody Gakpo      | 82' |
| 10         | Delantero      | Memphis Depay   | 66' |
| Entrenador | Entrenador     | Louis van Gaal  |     |

| 22         | Guardameta     | Meshaal Barsham   |     |
| 17         | Defensa        | Ismaeel Mohammad  | 85' |
| 2          | Defensa        | Ró-Ró             |     |
| 16         | Defensa        | Boualem Khoukhi   |     |
| 3          | Defensa        | Abdelkarim Hassan |     |
| 14         | Defensa        | Homam Ahmed       |     |
| 10         | Centrocampista | Hassan Al-Haidos  | 64' |
| 23         | Centrocampista | Assim Madibo      | 64' |
| 6          | Centrocampista | Abdulaziz Hatem   | 85' |
| 11         | Delantero      | Akram Afif        |     |
| 19         | Delantero      | Almoez Ali        | 64' |
| Entrenador | Entrenador     | Félix Sánchez Bas |     |

| 18 | Delantero      | Vincent Janssen  | 66' |
| 11 | Centrocampista | Steven Berghuis  | 66' |
| 19 | Delantero      | Wout Weghorst    | 82' |
| 20 | Centrocampista | Teun Koopmeiners | 83' |
| 24 | Centrocampista | Kenneth Taylor   | 86' |

| 12 | Centrocampista | Karim Boudiaf    | 64' |
| 9  | Delantero      | Mohammed Muntari | 64' |
| 8  | Centrocampista | Ali Assadalla    | 64' |
| 7  | Delantero      | Ahmed Alaaeldin  | 85' |
| 13 | Defensa        | Musab Kheder     | 85' |

| Anotado | 26' | Cody Gakpo      | 1–0 |
| Anotado | 49' | Frenkie de Jong | 2–0 |

| Amonestado | 52' | Nathan Aké |

| Árbitro             | Bakary Gassama      |
| Árbitros asistentes | Elvis Noupue        |
| Árbitros asistentes | Mahmoud Abouelregal |
| Cuarto árbitro      | Ma Ning             |
| Quinto árbitro      | Cao Yi              |
| VAR                 | Rédouane Jiyed      |
| Adicionales VAR     | Adil Zourak         |
| Adicionales VAR     | Mokrane Gourari     |
| Adicionales VAR     | Julio Bascuñán      |
| Adicionales VAR     | Zakhele Siwela      |

| 23         | Guardameta     | Andries Noppert |     |
| 2          | Defensa        | Jurriën Timber  |     |
| 4          | Defensa        | Virgil van Dijk |     |
| 5          | Defensa        | Nathan Aké      |     |
| 22         | Centrocampista | Denzel Dumfries |     |
| 15         | Centrocampista | Marten de Roon  | 83' |
| 21         | Centrocampista | Frenkie de Jong | 86' |
| 17         | Centrocampista | Daley Blind     |     |
| 14         | Centrocampista | Davy Klaassen   | 66' |
| 8          | Delantero      | Cody Gakpo      | 82' |
| 10         | Delantero      | Memphis Depay   | 66' |
| Entrenador | Entrenador     | Louis van Gaal  |     |

| 22         | Guardameta     | Meshaal Barsham   |     |
| 17         | Defensa        | Ismaeel Mohammad  | 85' |
| 2          | Defensa        | Ró-Ró             |     |
| 16         | Defensa        | Boualem Khoukhi   |     |
| 3          | Defensa        | Abdelkarim Hassan |     |
| 14         | Defensa        | Homam Ahmed       |     |
| 10         | Centrocampista | Hassan Al-Haidos  | 64' |
| 23         | Centrocampista | Assim Madibo      | 64' |
| 6          | Centrocampista | Abdulaziz Hatem   | 85' |
| 11         | Delantero      | Akram Afif        |     |
| 19         | Delantero      | Almoez Ali        | 64' |
| Entrenador | Entrenador     | Félix Sánchez Bas |     |

| 18 | Delantero      | Vincent Janssen  | 66' |
| 11 | Centrocampista | Steven Berghuis  | 66' |
| 19 | Delantero      | Wout Weghorst    | 82' |
| 20 | Centrocampista | Teun Koopmeiners | 83' |
| 24 | Centrocampista | Kenneth Taylor   | 86' |

| 12 | Centrocampista | Karim Boudiaf    | 64' |
| 9  | Delantero      | Mohammed Muntari | 64' |
| 8  | Centrocampista | Ali Assadalla    | 64' |
| 7  | Delantero      | Ahmed Alaaeldin  | 85' |
| 13 | Defensa        | Musab Kheder     | 85' |

| Anotado | 26' | Cody Gakpo      | 1–0 |
| Anotado | 49' | Frenkie de Jong | 2–0 |

| Amonestado | 52' | Nathan Aké |

| Árbitro             | Bakary Gassama      |
| Árbitros asistentes | Elvis Noupue        |
| Árbitros asistentes | Mahmoud Abouelregal |
| Cuarto árbitro      | Ma Ning             |
| Quinto árbitro      | Cao Yi              |
| VAR                 | Rédouane Jiyed      |
| Adicionales VAR     | Adil Zourak         |
| Adicionales VAR     | Mokrane Gourari     |
| Adicionales VAR     | Julio Bascuñán      |
| Adicionales VAR     | Zakhele Siwela      |

| \| Estadísticas \| \| \| \| Tiros \| 13 \| 5 \| \| Tiros a puerta \| 4 \| 3 \| \| Faltas \| 19 \| 9 \| \| Saques de esquina \| 4 \| 2 \| \| Penaltis \| 0 \| 0 \| \| Fueras de juego \| 5 \| 0 \| \| Posesión de balón \| 63% \| 37% \| | Alineación inicial          |                  |
| Estadísticas | Bandera de los Países Bajos | Bandera de Catar |
| Tiros | 13                          | 5                |
| Tiros a puerta | 4                           | 3                |
| Faltas | 19                          | 9                |
| Saques de esquina | 4                           | 2                |
| Penaltis | 0                           | 0                |
| Fueras de juego | 5                           | 0                |
| Posesión de balón | 63%                         | 37%              |

### Octavos de final

#### Países Bajos vs. Estados Unidos
| 3 de diciembre | Países Bajos                             | 3:1 (2:0) | Estados Unidos | Estadio Internacional Khalifa, Rayán                                          |                                                                               |
| 18:00          | - Depay 10' - Blind 45+1' - Dumfries 81' | Reporte   | Wright 76'     | Asistencia: 44 856 espectadores Árbitro(s): Wilton Sampaio VAR: Nicolás Gallo | Asistencia: 44 856 espectadores Árbitro(s): Wilton Sampaio VAR: Nicolás Gallo |

| 23         | Guardameta     | Andries Noppert |       |
| 2          | Defensa        | Jurriën Timber  |       |
| 4          | Defensa        | Virgil van Dijk |       |
| 5          | Defensa        | Nathan Aké      | 90+4' |
| 22         | Centrocampista | Denzel Dumfries |       |
| 15         | Centrocampista | Marten de Roon  | 46'   |
| 21         | Centrocampista | Frenkie de Jong |       |
| 17         | Centrocampista | Daley Blind     |       |
| 14         | Centrocampista | Davy Klaassen   | 46'   |
| 8          | Delantero      | Cody Gakpo      | 90+4' |
| 10         | Delantero      | Memphis Depay   | 83'   |
| Entrenador | Entrenador     | Louis van Gaal  |       |

| 1          | Guardameta     | Matt Turner       |       |
| 2          | Defensa        | Sergiño Dest      | 75'   |
| 3          | Defensa        | Walker Zimmerman  |       |
| 13         | Defensa        | Tim Ream          |       |
| 5          | Defensa        | Antonee Robinson  | 90+2' |
| 6          | Centrocampista | Yunus Musah       |       |
| 4          | Centrocampista | Tyler Adams       |       |
| 8          | Centrocampista | Weston McKennie   | 67'   |
| 21         | Delantero      | Timothy Weah      | 67'   |
| 9          | Delantero      | Jesús Ferreira    | 46'   |
| 10         | Delantero      | Christian Pulisic |       |
| Entrenador | Entrenador     | Gregg Berhalter   |       |

| 20 | Centrocampista | Teun Koopmeiners | 46'   |
| 7  | Delantero      | Steven Bergwijn  | 46'   |
| 25 | Centrocampista | Xavi Simons      | 83'   |
| 3  | Defensa        | Matthijs de Ligt | 90+4' |
| 19 | Delantero      | Wout Weghorst    | 90+4' |

| 7  | Delantero | Giovanni Reyna   | 46'   |
| 19 | Delantero | Haji Wright      | 67'   |
| 11 | Delantero | Brenden Aaronson | 67'   |
| 22 | Defensa   | DeAndre Yedlin   | 75'   |
| 16 | Delantero | Jordan Morris    | 90+2' |

| Anotado | 10'   | Memphis Depay   | 1–0 |
| Anotado | 45+1' | Daley Blind     | 2–0 |
| Anotado | 81'   | Denzel Dumfries | 3–1 |

| Anotado | 76' | Haji Wright | 2–1 |

| Amonestado | 60' | Teun Koopmeiners |
| Amonestado | 87' | Frenkie de Jong  |

| Árbitro             | Wilton Sampaio    |
| Árbitros asistentes | Bruno Boschilia   |
| Árbitros asistentes | Bruno Pires       |
| Cuarto árbitro      | Andrés Matonte    |
| Quinto árbitro      | Nicolás Tarán     |
| VAR                 | Nicolás Gallo     |
| Adicionales VAR     | Juan Soto         |
| Adicionales VAR     | Ashley Beecham    |
| Adicionales VAR     | Mauro Vigliano    |
| Adicionales VAR     | Jerson dos Santos |

| 23         | Guardameta     | Andries Noppert |       |
| 2          | Defensa        | Jurriën Timber  |       |
| 4          | Defensa        | Virgil van Dijk |       |
| 5          | Defensa        | Nathan Aké      | 90+4' |
| 22         | Centrocampista | Denzel Dumfries |       |
| 15         | Centrocampista | Marten de Roon  | 46'   |
| 21         | Centrocampista | Frenkie de Jong |       |
| 17         | Centrocampista | Daley Blind     |       |
| 14         | Centrocampista | Davy Klaassen   | 46'   |
| 8          | Delantero      | Cody Gakpo      | 90+4' |
| 10         | Delantero      | Memphis Depay   | 83'   |
| Entrenador | Entrenador     | Louis van Gaal  |       |

| 1          | Guardameta     | Matt Turner       |       |
| 2          | Defensa        | Sergiño Dest      | 75'   |
| 3          | Defensa        | Walker Zimmerman  |       |
| 13         | Defensa        | Tim Ream          |       |
| 5          | Defensa        | Antonee Robinson  | 90+2' |
| 6          | Centrocampista | Yunus Musah       |       |
| 4          | Centrocampista | Tyler Adams       |       |
| 8          | Centrocampista | Weston McKennie   | 67'   |
| 21         | Delantero      | Timothy Weah      | 67'   |
| 9          | Delantero      | Jesús Ferreira    | 46'   |
| 10         | Delantero      | Christian Pulisic |       |
| Entrenador | Entrenador     | Gregg Berhalter   |       |

| 20 | Centrocampista | Teun Koopmeiners | 46'   |
| 7  | Delantero      | Steven Bergwijn  | 46'   |
| 25 | Centrocampista | Xavi Simons      | 83'   |
| 3  | Defensa        | Matthijs de Ligt | 90+4' |
| 19 | Delantero      | Wout Weghorst    | 90+4' |

| 7  | Delantero | Giovanni Reyna   | 46'   |
| 19 | Delantero | Haji Wright      | 67'   |
| 11 | Delantero | Brenden Aaronson | 67'   |
| 22 | Defensa   | DeAndre Yedlin   | 75'   |
| 16 | Delantero | Jordan Morris    | 90+2' |

| Anotado | 10'   | Memphis Depay   | 1–0 |
| Anotado | 45+1' | Daley Blind     | 2–0 |
| Anotado | 81'   | Denzel Dumfries | 3–1 |

| Anotado | 76' | Haji Wright | 2–1 |

| Amonestado | 60' | Teun Koopmeiners |
| Amonestado | 87' | Frenkie de Jong  |

| Árbitro             | Wilton Sampaio    |
| Árbitros asistentes | Bruno Boschilia   |
| Árbitros asistentes | Bruno Pires       |
| Cuarto árbitro      | Andrés Matonte    |
| Quinto árbitro      | Nicolás Tarán     |
| VAR                 | Nicolás Gallo     |
| Adicionales VAR     | Juan Soto         |
| Adicionales VAR     | Ashley Beecham    |
| Adicionales VAR     | Mauro Vigliano    |
| Adicionales VAR     | Jerson dos Santos |

| \| Estadísticas \| \| \| \| Tiros \| 11 \| 17 \| \| Tiros a puerta \| 6 \| 8 \| \| Faltas \| 10 \| 5 \| \| Saques de esquina \| 4 \| 5 \| \| Penaltis \| 0 \| 0 \| \| Fueras de juego \| 0 \| 3 \| \| Posesión de balón \| 41% \| 59% \| | Alineación inicial          |                           |
| Estadísticas | Bandera de los Países Bajos | Bandera de Estados Unidos |
| Tiros | 11                          | 17                        |
| Tiros a puerta | 6                           | 8                         |
| Faltas | 10                          | 5                         |
| Saques de esquina | 4                           | 5                         |
| Penaltis | 0                           | 0                         |
| Fueras de juego | 0                           | 3                         |
| Posesión de balón | 41%                         | 59%                       |

### Cuartos de final

#### Países Bajos vs. Argentina
| 9 de diciembre | Países Bajos                                                   | 2:2 (2:2, 0:1) (t. s.)(3:4 p.) | Argentina                                              | Estadio Icónico, Lusail                                                          |                                                                                  |
| 22:00          | Weghorst 83', 90+11'                                           | Reporte                        | - Molina 35' - Messi 73' (pen.)                        | Asistencia: 88 966 espectadores Árbitro(s): Mateu Lahoz VAR: Hernández Hernández | Asistencia: 88 966 espectadores Árbitro(s): Mateu Lahoz VAR: Hernández Hernández |
|                |                                                                | Tiros desde el punto penal     |                                                        |                                                                                  |                                                                                  |
|                | - V. van Dijk - Berghuis - Koopmeiners - Weghorst - L. de Jong |                                | - Messi - Paredes - Montiel - Fernández - La. Martínez |                                                                                  |                                                                                  |

| 23         | Guardameta     | Andries Noppert |      |
| 2          | Defensa        | Jurriën Timber  |      |
| 4          | Defensa        | Virgil van Dijk |      |
| 5          | Defensa        | Nathan Aké      |      |
| 22         | Centrocampista | Denzel Dumfries |      |
| 15         | Centrocampista | Marten de Roon  | 46'  |
| 21         | Centrocampista | Frenkie de Jong |      |
| 17         | Centrocampista | Daley Blind     | 64'  |
| 8          | Centrocampista | Cody Gakpo      | 113' |
| 7          | Delantero      | Steven Bergwijn | 46'  |
| 10         | Delantero      | Memphis Depay   | 78'  |
| Entrenador | Entrenador     | Louis van Gaal  |      |

| 23         | Guardameta     | Emiliano Martínez   |      |
| 26         | Defensa        | Nahuel Molina       | 106' |
| 13         | Defensa        | Cristian Romero     | 78'  |
| 19         | Defensa        | Nicolás Otamendi    |      |
| 25         | Defensa        | Lisandro Martínez   | 112' |
| 8          | Defensa        | Marcos Acuña        | 78'  |
| 7          | Centrocampista | Rodrigo de Paul     | 66'  |
| 24         | Centrocampista | Enzo Fernández      |      |
| 20         | Centrocampista | Alexis Mac Allister |      |
| 9          | Delantero      | Julián Álvarez      | 82'  |
| 10         | Delantero      | Lionel Messi        |      |
| Entrenador | Entrenador     | Lionel Scaloni      |      |

| 11 | Delantero      | Steven Berghuis  | 46'  |
| 20 | Centrocampista | Teun Koopmeiners | 46'  |
| 9  | Delantero      | Luuk de Jong     | 64'  |
| 19 | Delantero      | Wout Weghorst    | 78'  |
| 12 | Delantero      | Noa Lang         | 113' |

| 5  | Centrocampista | Leandro Paredes    | 66'  |
| 3  | Defensa        | Nicolás Tagliafico | 78'  |
| 6  | Defensa        | Germán Pezzella    | 78'  |
| 22 | Delantero      | Lautaro Martínez   | 82'  |
| 4  | Defensa        | Gonzalo Montiel    | 106' |
| 11 | Delantero      | Ángel Di María     | 106' |

| Anotado | 83'    | Wout Weghorst | 1–2 |
| Anotado | 90+11' | Wout Weghorst | 2–2 |

| Anotado         | 35' | Nahuel Molina | 0–1 |
| Anotado · Penal | 73' | Lionel Messi  | 0–2 |

| Virgil van Dijk  | Fallo de penal (atajado) | 0:0 |                           |                  |
|                  |                          | 0:1 | Acierto de penal          | Lionel Messi     |
| Steven Berghuis  | Fallo de penal (atajado) | 0:1 |                           |                  |
|                  |                          | 0:2 | Acierto de penal          | Leandro Paredes  |
| Teun Koopmeiners | Acierto de penal         | 1:2 |                           |                  |
|                  |                          | 1:3 | Acierto de penal          | Gonzalo Montiel  |
| Wout Weghorst    | Acierto de penal         | 2:3 |                           |                  |
|                  |                          | 2:3 | Fallo de penal (desviado) | Enzo Fernández   |
| Luuk de Jong     | Acierto de penal         | 3:3 |                           |                  |
|                  |                          | 3:4 | Acierto de penal          | Lautaro Martínez |

| Amonestado | 43'    | Jurriën Timber  |
| Amonestado | 45+2'  | Wout Weghorst   |
| Amonestado | 76'    | Memphis Depay   |
| Amonestado | 88'    | Steven Berghuis |
| Amonestado | 90+13' | Steven Bergwijn |
| Amonestado | 120'   | Noa Lang        |
| Amonestado | 120'   | Denzel Dumfries |

| Amonestado | 44'    | Marcos Acuña      |
| Amonestado | 45'    | Cristian Romero   |
| Amonestado | 76'    | Lisandro Martínez |
| Amonestado | 89'    | Leandro Paredes   |
| Amonestado | 90+10' | Lionel Messi      |
| Amonestado | 90+11' | Nicolás Otamendi  |
| Amonestado | 109'   | Gonzalo Montiel   |
| Amonestado | 112'   | Germán Pezzella   |

| Otorgado · Expulsado | 120' | Denzel Dumfries |

| Árbitro             | Antonio Mateu Lahoz                |
| Árbitros asistentes | Pau Cebrián Devís                  |
| Árbitros asistentes | Roberto Díaz Pérez del Palomar     |
| Cuarto árbitro      | Victor Gomes                       |
| Quinto árbitro      | Kyle Atkins                        |
| VAR                 | Alejandro José Hernández Hernández |
| Adicionales VAR     | Drew Fischer                       |
| Adicionales VAR     | Alessandro Giallatini              |
| Adicionales VAR     | Julio Bascuñán                     |
| Adicionales VAR     | Corey Parker                       |
| Adicionales VAR     | Fernando Guerrero                  |

| 23         | Guardameta     | Andries Noppert |      |
| 2          | Defensa        | Jurriën Timber  |      |
| 4          | Defensa        | Virgil van Dijk |      |
| 5          | Defensa        | Nathan Aké      |      |
| 22         | Centrocampista | Denzel Dumfries |      |
| 15         | Centrocampista | Marten de Roon  | 46'  |
| 21         | Centrocampista | Frenkie de Jong |      |
| 17         | Centrocampista | Daley Blind     | 64'  |
| 8          | Centrocampista | Cody Gakpo      | 113' |
| 7          | Delantero      | Steven Bergwijn | 46'  |
| 10         | Delantero      | Memphis Depay   | 78'  |
| Entrenador | Entrenador     | Louis van Gaal  |      |

| 23         | Guardameta     | Emiliano Martínez   |      |
| 26         | Defensa        | Nahuel Molina       | 106' |
| 13         | Defensa        | Cristian Romero     | 78'  |
| 19         | Defensa        | Nicolás Otamendi    |      |
| 25         | Defensa        | Lisandro Martínez   | 112' |
| 8          | Defensa        | Marcos Acuña        | 78'  |
| 7          | Centrocampista | Rodrigo de Paul     | 66'  |
| 24         | Centrocampista | Enzo Fernández      |      |
| 20         | Centrocampista | Alexis Mac Allister |      |
| 9          | Delantero      | Julián Álvarez      | 82'  |
| 10         | Delantero      | Lionel Messi        |      |
| Entrenador | Entrenador     | Lionel Scaloni      |      |

| 11 | Delantero      | Steven Berghuis  | 46'  |
| 20 | Centrocampista | Teun Koopmeiners | 46'  |
| 9  | Delantero      | Luuk de Jong     | 64'  |
| 19 | Delantero      | Wout Weghorst    | 78'  |
| 12 | Delantero      | Noa Lang         | 113' |

| 5  | Centrocampista | Leandro Paredes    | 66'  |
| 3  | Defensa        | Nicolás Tagliafico | 78'  |
| 6  | Defensa        | Germán Pezzella    | 78'  |
| 22 | Delantero      | Lautaro Martínez   | 82'  |
| 4  | Defensa        | Gonzalo Montiel    | 106' |
| 11 | Delantero      | Ángel Di María     | 106' |

| Anotado | 83'    | Wout Weghorst | 1–2 |
| Anotado | 90+11' | Wout Weghorst | 2–2 |

| Anotado         | 35' | Nahuel Molina | 0–1 |
| Anotado · Penal | 73' | Lionel Messi  | 0–2 |

| Virgil van Dijk  | Fallo de penal (atajado) | 0:0 |                           |                  |
|                  |                          | 0:1 | Acierto de penal          | Lionel Messi     |
| Steven Berghuis  | Fallo de penal (atajado) | 0:1 |                           |                  |
|                  |                          | 0:2 | Acierto de penal          | Leandro Paredes  |
| Teun Koopmeiners | Acierto de penal         | 1:2 |                           |                  |
|                  |                          | 1:3 | Acierto de penal          | Gonzalo Montiel  |
| Wout Weghorst    | Acierto de penal         | 2:3 |                           |                  |
|                  |                          | 2:3 | Fallo de penal (desviado) | Enzo Fernández   |
| Luuk de Jong     | Acierto de penal         | 3:3 |                           |                  |
|                  |                          | 3:4 | Acierto de penal          | Lautaro Martínez |

| Amonestado | 43'    | Jurriën Timber  |
| Amonestado | 45+2'  | Wout Weghorst   |
| Amonestado | 76'    | Memphis Depay   |
| Amonestado | 88'    | Steven Berghuis |
| Amonestado | 90+13' | Steven Bergwijn |
| Amonestado | 120'   | Noa Lang        |
| Amonestado | 120'   | Denzel Dumfries |

| Amonestado | 44'    | Marcos Acuña      |
| Amonestado | 45'    | Cristian Romero   |
| Amonestado | 76'    | Lisandro Martínez |
| Amonestado | 89'    | Leandro Paredes   |
| Amonestado | 90+10' | Lionel Messi      |
| Amonestado | 90+11' | Nicolás Otamendi  |
| Amonestado | 109'   | Gonzalo Montiel   |
| Amonestado | 112'   | Germán Pezzella   |

| Otorgado · Expulsado | 120' | Denzel Dumfries |

| Árbitro             | Antonio Mateu Lahoz                |
| Árbitros asistentes | Pau Cebrián Devís                  |
| Árbitros asistentes | Roberto Díaz Pérez del Palomar     |
| Cuarto árbitro      | Victor Gomes                       |
| Quinto árbitro      | Kyle Atkins                        |
| VAR                 | Alejandro José Hernández Hernández |
| Adicionales VAR     | Drew Fischer                       |
| Adicionales VAR     | Alessandro Giallatini              |
| Adicionales VAR     | Julio Bascuñán                     |
| Adicionales VAR     | Corey Parker                       |
| Adicionales VAR     | Fernando Guerrero                  |

| \| Estadísticas \| \| \| \| Tiros \| 6 \| 14 \| \| Tiros a puerta \| 2 \| 5 \| \| Faltas \| 30 \| 18 \| \| Saques de esquina \| 2 \| 8 \| \| Penaltis \| 0 \| 1 \| \| Fueras de juego \| 1 \| 2 \| \| Posesión de balón \| 52% \| 48% \| | Alineación inicial          |                      |
| Estadísticas | Bandera de los Países Bajos | Bandera de Argentina |
| Tiros | 6                           | 14                   |
| Tiros a puerta | 2                           | 5                    |
| Faltas | 30                          | 18                   |
| Saques de esquina | 2                           | 8                    |
| Penaltis | 0                           | 1                    |
| Fueras de juego | 1                           | 2                    |
| Posesión de balón | 52%                         | 48%                  |

## Estadísticas

### Participación de jugadores
| N.° | Pos        | Jugador         | PJ | Minutos jugados | Goles recibidos | Atajos | Tarjetas amarillas | Doble tarjeta amarilla y roja | Tarjetas rojas |
| --- | ---------- | --------------- | -- | --------------- | --------------- | ------ | ------------------ | ----------------------------- | -------------- |
| 1   | Guardameta | Remko Pasveer   | 0  | 0               | 0               | 0      | 0                  | 0                             | 0              |
| 13  | Guardameta | Justin Bijlow   | 0  | 0               | 0               | 0      | 0                  | 0                             | 0              |
| 23  | Guardameta | Andries Noppert | 5  | 480             | 4               | 20     | 0                  | 0                             | 0              |

| N.° | Pos            | Jugador          | PJ | Minutos jugados | Goles | Asistencias | Tarjetas Amarillas | Doble tarjeta amarilla y roja | Tarjetas rojas |
| --- | -------------- | ---------------- | -- | --------------- | ----- | ----------- | ------------------ | ----------------------------- | -------------- |
| 2   | Defensa        | Jurriën Timber   | 4  | 390             | 0     | 0           | 1                  | 0                             | 0              |
| 3   | Defensa        | Matthijs de Ligt | 2  | 90              | 0     | 0           | 1                  | 0                             | 0              |
| 4   | Defensa        | Virgil van Dijk  | 5  | 480             | 0     | 0           | 0                  | 0                             | 0              |
| 5   | Defensa        | Nathan Aké       | 5  | 480             | 0     | 0           | 1                  | 0                             | 0              |
| 6   | Defensa        | Stefan de Vrij   | 0  | 0               | 0     | 0           | 0                  | 0                             | 0              |
| 7   | Delantero      | Steven Bergwijn  | 4  | 215             | 0     | 0           | 1                  | 0                             | 0              |
| 8   | Delantero      | Cody Gakpo       | 5  | 456             | 3     | 0           | 0                  | 0                             | 0              |
| 9   | Delantero      | Luuk de Jong     | 1  | 56              | 0     | 0           | 0                  | 0                             | 0              |
| 10  | Delantero      | Memphis Depay    | 5  | 299             | 1     | 0           | 1                  | 0                             | 0              |
| 11  | Centrocampista | Steven Berghuis  | 4  | 198             | 0     | 1           | 1                  | 0                             | 0              |
| 12  | Delantero      | Noa Lang         | 1  | 7               | 0     | 0           | 1                  | 0                             | 0              |
| 14  | Centrocampista | Davy Klaassen    | 4  | 192             | 1     | 2           | 0                  | 0                             | 0              |
| 15  | Centrocampista | Marten de Roon   | 5  | 186             | 0     | 0           | 0                  | 0                             | 0              |
| 16  | Defensa        | Tyrell Malacia   | 0  | 0               | 0     | 0           | 0                  | 0                             | 0              |
| 17  | Defensa        | Daley Blind      | 5  | 424             | 1     | 1           | 0                  | 0                             | 0              |
| 18  | Delantero      | Vincent Janssen  | 2  | 86              | 0     | 0           | 0                  | 0                             | 0              |
| 19  | Delantero      | Wout Weghorst    | 4  | 59              | 2     | 0           | 1                  | 0                             | 0              |
| 20  | Centrocampista | Teun Koopmeiners | 5  | 215             | 0     | 1           | 1                  | 0                             | 0              |
| 21  | Centrocampista | Frenkie de Jong  | 5  | 476             | 1     | 1           | 1                  | 0                             | 0              |
| 22  | Defensa        | Denzel Dumfries  | 5  | 488             | 1     | 2           | 1                  | 1                             | 0              |
| 24  | Centrocampista | Kenneth Taylor   | 1  | 4               | 0     | 0           | 0                  | 0                             | 0              |
| 25  | Centrocampista | Xavi Simons      | 1  | 7               | 0     | 0           | 0                  | 0                             | 0              |
| 26  | Defensa        | Jeremie Frimpong | 0  | 0               | 0     | 0           | 0                  | 0                             | 0              |

### Goleadores
| N.°   | Jugador         | Anotado | PJ | Prom. | Jugada | Cabeza | TL | Penal |
| ----- | --------------- | ------- | -- | ----- | ------ | ------ | -- | ----- |
| 1     | Cody Gakpo      | 3       | 5  | 0.6   | 3      | 0      | 0  | 0     |
| 2     | Wout Weghorst   | 2       | 4  | 0.5   | 1      | 1      | 0  | 0     |
| 2     | Davy Klaassen   | 1       | 4  | 0.25  | 1      | 0      | 0  | 0     |
| 3     | Frenkie de Jong | 1       | 5  | 0.2   | 1      | 0      | 0  | 0     |
| 4     | Memphis Depay   | 1       | 5  | 0.2   | 1      | 0      | 0  | 0     |
| 5     | Daley Blind     | 1       | 5  | 0.2   | 1      | 0      | 0  | 0     |
| 6     | Denzel Dumfries | 1       | 5  | 0.2   | 1      | 0      | 0  | 0     |
| Total | Total           | 10      | 5  | 2     | 9      | 1      | 0  | 0     |

### Asistencias
| N.°   | Jugador          | Asistencia | Jugada | Cabeza | TL | SdE |
| ----- | ---------------- | ---------- | ------ | ------ | -- | --- |
| 1     | Denzel Dumfries  | 2          | 2      | 0      | 0  | 0   |
| 2     | Davy Klaassen    | 2          | 2      | 0      | 0  | 0   |
| 3     | Frenkie de Jong  | 1          | 1      | 0      | 0  | 0   |
| 4     | Daley Blind      | 1          | 1      | 0      | 0  | 0   |
| 5     | Teun Koopmeiners | 1          | 1      | 0      | 0  | 0   |
| 6     | Steven Berghuis  | 1          | 1      | 0      | 0  | 0   |
| Total | Total            | 8          | 8      | 0      | 0  | 0   |

### Tarjetas disciplinarias
| N.°   | Jugador          | Amonestado | Otorgado · Expulsado | Expulsado | Sanción |
| ----- | ---------------- | ---------- | -------------------- | --------- | ------- |
| 1     | Denzel Dumfries  | 1          | 1                    | 0         |         |
| 2     | Matthijs de Ligt | 1          | 0                    | 0         |         |
| 3     | Nathan Aké       | 1          | 0                    | 0         |         |
| 4     | Teun Koopmeiners | 1          | 0                    | 0         |         |
| 5     | Frenkie de Jong  | 1          | 0                    | 0         |         |
| 6     | Jurriën Timber   | 1          | 0                    | 0         |         |
| 7     | Wout Weghorst    | 1          | 0                    | 0         |         |
| 8     | Memphis Depay    | 1          | 0                    | 0         |         |
| 9     | Steven Berghuis  | 1          | 0                    | 0         |         |
| 10    | Steven Bergwijn  | 1          | 0                    | 0         |         |
| 11    | Noa Lang         | 1          | 0                    | 0         |         |
| Total | Total            | 11         | 1                    | 0         |         |